# Crocidura hirta
Crocidura hirta är en däggdjursart som beskrevs av Peters 1852. Crocidura hirta ingår i släktet Crocidura och familjen näbbmöss. IUCN kategoriserar arten globalt som livskraftig. Inga underarter finns listade i Catalogue of Life.
Arten blir med svans cirka 14 cm lång, svanslängden är ungefär 5 cm och vikten cirka 16 g. Individernas pälsfärg kan vara kanelbrun, ljusbrun, rödbrun eller silvergrå. Ibland förekommer en vitaktig undersida. Crocidura hirta har en tjock svans.
Denna näbbmus förekommer i östra och södra Afrika från gränsområdet mellan Kenya och Tanzania till centrala Namibia och norra Sydafrika. Den lever i savanner som domineras av gräs eller av buskar. I Namibia hittas Crocidura hirta även i halvöknar och andra torra landskap.
Arten äter främst insekter samt några andra smådjur. Dessutom är näbbmusen koprofag. Crocidura hirta är främst nattaktiv eller den letar under skymningen samt gryningen efter föda. Boet är kupolformigt och ligger gömt i växtligheten. Honor har vanligen två kullar mellan september och maj. Dräktigheten varar ungefär 22 dagar och sedan föds 2 till 5 ungar, oftast 3 eller 4. Modern bär sina ungar upp till 9 dagar i munnen och sedan vandrar de i den för flera näbbmöss typiska gåsmarschen. Ungarna diar sin mor 17 till 19 dagar.